# Кінематограф Молдови
Кінематограф Молдови — кіномистецтво і кіноіндустрія Молдавії.

## До створення власної кіностудії
Перші кінокадри зняті на території Молдови були фронтовою кінохронікою і зроблені були в 1918–1919. Пізніше вони були змонтовані в документальний фільм «Вступ Червоної Армії до Бессарабії» («На Бессарабському фронті») (1919), зняті оператором Г. Дробіним.
У фільм створений до 10-ї річниці Жовтневої революції Жовтневої революції «Документи епохи» ([1927 рік у кіно | 1927]]) увійшли кадри зняті на території Молдови. З січня 1928 року в кіно 1928 року в Державному технікумі кінематографії ВУФКУ в Одесі виходить періодичний кіножурнал Кінонеділя. У спеціальній рубриці «У АМССР» цього кіножурналу розповідається безпосередньо про Молдову. Першим сюжетом, який зняла студентська кіногрупа, був «Мітинг протесту: „Пам'ятай про Бессарабію!“», що відбувся в Одесі в січні 1928 року у зв'язку з десятиліттям приєднання Бессарабії до Румунії. У цьому ж випуску було змонтовано ще один сюжет: «У радянській Бессарабії — АМРСР трудящі будують нове життя». У цьому ж 1928 виходить повнометражний документальний фільм «Бессарабська сільськогосподарська комуна», який зняв випускник Одеського кінотехнікуму Г. Александров. Фільм розповідає про комунарів-бессарабців, демобілізованих з кавалерійського корпусу Котовський, Григорій Іванович Григорія Котовського і заснували на лівобережжі Дністер а в 1924 рік у сільськогосподарську комуну.
На початку 30-х років на "Одеська кіностудія Одеської кіностудії] виходять художні фільми з молдавської тематики: Все спокійно] ([Томський, Карл Йосипович| Карл Томський]], 1930) і «Свято Унірі» (Павло Долина, 1932). У 1930 році створюється Молдавський відділ «Українфільму», в 1934 — «Молдкінофототрест», а в 1936 — Управління кінофікації при РНК МАССР.
У 1962 році створено Спілку кінематографістів Молдавської РСР.
У 60-ті роки у молдавському кіно сильна історико-революційна тематика: «Останній місяць осені» (Вадим Дербенєв, 1965), «Маріанна» (Василь Паскару, 1967), «Сергій Лазо» (Олександр Гордон, 1967). Фільми на тему сучасності: «Звинувачуються у вбивстві» (Борис Волчек, 1969), «Десять зим за одне літо» (Валеріу Гажіу, 1969).
На екрани в 1968 рік в кіно 1968 невеликим тиражем вийшла сильно відредагована версія фільму «Любити …» (Михайло Калік).

### 70-і— 80-і
Виходить багато фільмів на патріотичну тему: «Ризик]]» (Василь Паскару, 1970), «Червона завірюху» (Василь Паскару, 1971), «Лаутари» (Еміль Лотяну, 1971), «Червоне сонечко» (Василь Паскару, 1972), «Мости» (Василь Паскару), «Останній гайдук» (Валеріу Гажіу, 1972), «Зарубки на згадку» (Микола Гібу і Михаїл Ізраїлів, 1973), «Дмитро Кантемир» (Володимир Іовіце і Віталій Калашніков , 1973).
На тему сучасності виходять фільми: «Врятоване ім'я» (Віталій Дьомін та Дмитрий Моторний, 1972), "Будинок для Серафима "(Якоб Бургіу, 1973).
Помітні фільми 80-х років: «Де ти, кохання?» (Валеріу Гажіу, 1980), « Жінка в білому» (Вадим Дербенєв, 1981), «Марія, Мірабела» (Іон Попеску-Гопо, 1981), «Маленька послуга» (Борис Конунов, 1984), "Таємничий в'язень "(Валеріу Гажіу, 1986).

## Період незалежності
Після розпаду СРСР через брак фінансування кіновиробництво художніх фільмів зупинилося. Винятком стали фільми «Потяг до Каліфорнії», «Танго над прірвою», «Російський Рембо, або Дезертир», «Рікошет», «Повернення Титаніка» і «Чоловічий характер, або Танго над прірвою-2», зняті в копродукції із Росією.
У 2010 році у Великобританії вийшла комедія Тоні Хоукса «Теніс з молдаванами». У зйомках брали участь британські та молдавські кіноактори. Деякі сцени фільму знімалися в самій Молдавії.
У 2019 році на телеекрани вийшов перший серіал, знятий у Молдавії (спільне виробництво України, Молдови та Росії) — «Слідчий Горчакова».